# Легенда (фильм, 2014)
«Легенда» (там. கோச்சடையான், Kochadaiiyaan) — индийский 3D-стереоскопический полнометражный мультфильм в жанре исторической фантастики. Это первый фильм в истории индийского кинематографа с помощью технологий захвата движения, с участием персонажей, с которых сделали дизайн похожие на внешний вид актёров.

## Сюжет
Мальчик по имени Рана, родом из королевства Коттайпаттинам, покидает свою семью, несмотря на то, что его брат-близнец Сена умоляет его не делать этого. Сплавляясь по реке мальчик терпит кораблекрушение, и в конечном итоге его находят рыбаки из соседнего королевства Калингапури, врага Коттайпаттинам. Рана растет, учится и вырастает бесстрашным воином. Благодаря своим боевым навыкам и храбрости он вскоре завоевывает доверие короля Калингапури — раджи Махендрана, который выдвигает его на должность главнокомандующего армией Калингапури. Первым делом на новой должности Рана освобождает попавших в рабство солдат своего родного города Коттаипаттам, забирает их в армию и обучает. Затем он просит разрешения раджи атаковать Коттайпаттинам, на что тот соглашается. Однако во время войны, Рана встречает своего друга детства, наследного принца Сенгогагана, сына Ришикодагана, короля Коттайпаттинам. Немедленно объявив о прекращении войны, он вместе с солдатами отрекается от Калингапури и возвращается в свое родное королевство, что приводит в ярость раджу и его сына, наследного принца Виру Махендрана, который клянётся отомстить Ране за то, что тот обманул их и предал королевство.
В Коттайпаттинам Рана и Сенгогаган возобновляют свою дружбу. Сенгогаган представляет Рану Ришикодагану, который встревожен встречей с ним. Рана также воссоединяется со своей младшей сестрой Ямуной Деви, которую он в последний раз видел ребёнком и их дядей, который её воспитал. Позднее он узнает, что его мать Ягхави, умерла, а брат Сена пропал. Далее он узнает, что Ямуна и Сенгогаган влюблены друг в друга. Рана принимает их отношения и разрешает жениться, и даже хитростью убеждает Ришикодагана дать согласия, хотя тот не хотел, чтобы его сын женился на девушке из простой семьи. Тем временем Рана также влюбляется в подругу детства, принцессу Вадхану Деви.
Сенгогаган и Ямуна женятся, но после свадьбы Ришикодаган отказывается от своего сына. Сенгогаган невзмутимо покидает дворец вместе с Ямуной. Позже, той ночью незнакомец в маске врывается во дворец и пытается убить Ришикодагана. Вадхана преследует его, сражается с ним и захватывает в плен. Ришикодаган срывает маску с пленника, который оказывается Раной, и бросает его в тюрьму, приговорив к смерти. Расстроенная Вадхана бросается в камеру, где держат Рану, где он рассказывает ей, почему пытался убить Ришикодагана.
Рана был младшим сыном Кочадайяна, бывшего главнокомандующего армией Коттайпаттинам, который был чрезвычайно уважаем в стране за свою храбрость и совершённые подвиги и более популярнее, чем сам Ришикодаган. Однажды ночью, когда Кочадайян возвращался со своей армией в Коттайпананам, на корабле после покупки лошадей и боеприпасов, их атаковала армия Калингапури. Кочадайян победил их, но позволил вернуться в свое королевство в качестве акта милосердия. Однако армия Калингапури, прежде чем уйти, отравила продукты на корабле. Солдаты Коттайпаттинам съели отравленную пищу и заболели.
Несмотря на то, что он был обманут солдатами Калингапури, Кочадайяйан немедленно бросился туда, поскольку это было ближайшее место, где можно было найти лекарства для больных и умирающих солдат. Он приказывает радже Махендрану оказать медицинскую помощь солдатам, но тот, в свою очередь, предлагает сделку, по которой, если Кочадайяйан хочет, чтобы его люди были спасены, он должен оставить всех лошадей, боеприпасы и больных солдат в Калингапури рабами Махендрана. Только если Кочадайян согласится на это, его солдатам окажут помощь. Кочадайян счёл, что его людям лучше жить как рабы, чем уметь от отравления, а также подумал, что когда они официально начнут войну в ближайшем будущем, все они могут быть легко спасены. Поэтому он согласился с предложением раджи и вернулся на родину в одиночестве. Ревнивый Ришикодаган воспользовался этой возможностью, чтобы лишить Кочадайяна всякого уважения и приговорить его к смертной казни за измену родине. Хотя все его подданные были напуганы приговором, а Ягхави публично упрекнула правителя за несправедливость, Ришикодагам твердо стоял на своем решении. На следующее утро отца Раны казнили на его глазах.
История возвращается к настоящему, когда Рана рассказывает Вадхане, что он убежал в Калингапури с намерением освободить солдат Коттайпаттинам и отомстить Ришикодагану за несправедливое убийство отца. Вадхана потрясена историей о действиях своего отца и мирится с Раной. После этого она умоляет своего отца освободить Рану, но безуспешно. Тем временем Рана сбегает из тюрьмы. На консультации у астролога Ришикодаган узнает, что его жизнь связана с милостью Раны. Несмотря на вражду между Коттайпаттинам и Калингапури, он устраивает помолвку своей дочери с принцем Вирой Махендраном в надежде на то, что их объединённые армии и их взаимная ненависть к Ране смогут подчинить его.
В день свадьбы герой объявляется в самый последний момент. Рана и жители Коттайпаттинам высмеивают Ришикодагана за то, что тот стал предателем и отдал все своё царство радже Махендрану в своих личных интересах (это было то же обвинение, которое Ришикодаган предъявил Кочадайяну в своё время). После этого начинается битва между Раной и объединёнными армиями Коттайпаттинам и Калингапури. Ране успешно удается подчинить армии обоих королевств, он убивает раджу Махендрана и позволяет его сыну вернуться домой в память об их былой дружбе. Затем он сражается с Ришикодаганом и обезглавливает его.
Наконец, когда Рана и Вадхана воссоединяются, к ним подъезжает молодой солдат на лошади. Это оказывается Сена, который злится, поскольку их отец просил защищать короля, а Рана убил его.

## Роли озвучивали
- Раджникант — Кочадайян / Ранадхиран (Рана) / Сенадхиран (Сена)
- Дипика Падуконе — принцесса Вадхана Деви
- Р. Саратхкумар — Сенгодаган
- Шобана[англ.] — Ягхави
- Аади — Вира Махендран
- Джеки Шрофф — раджа Махендран
- Нассер[англ.] — Ришикодаган
- Рукмини Виджаякумар — Ямуна Деви
- Шанмугараджан — Девадхеван

## Производство
После выхода в прокат фильма «Робот», Раджникант обратился к К. С. Равикумару с просьбой помочь доснять мультфильм, который в 2007 году начала его дочь Соундария. Проект назывался Sultan: The Warrior и имел проблемы на стадии производства, так что Раджникант понадеялся, что они смогут спасти проект, добавив исторический сюжет, сделав фильм частично анимационным и частично игровым. К. С. Равикумар написал сюжет за 15 дней. Тогда они решили реализовать проект под названием Rana, продюсером которого занялись компания Соундарии Ocher Picture Productions и Eros Entertainment, но из-за проблем со здоровьем Раджниканта, съёмки отложили на неопределенный срок. В ноябре 2011 года Соундарья анонсировала начало съёмок в своём твиттере. Из-за задержки у создателей появились мысли сделать фильм полностью анимационным, но Раджникант настаивал на участии живых актёров в съёмках. Продюсер Мурали Манохар предложил сделать полностью анимационным сиквел фильма, и команда приступила к съёмкам назначив предварительную дату релиза на август 2012 года.
В итоге производство фильма доверили Eros Entertainment и Media One Global.Впоследствии Соундарья сообщила, что над сценарием Равикумар работал вместе с ней и её отцом.
Что касается названия фильма, Равикумар утверждал, что он ссылался на альтернативное имя индуистского божества Шивы, а также частично на имя короля династии Пандья, и что сюжет будет полностью вымышленным с небольшими отсылками к истории Индии.
В 2013 году, название фильма сменили с Kochadaiyaan на Kochadaiiyaan по нумерологическим причинам.
На главную женскую роль претендовала Анушка Шетти, но в дальнейшем было сообщено, что сниматься в фильме она не будет. Были слухи что Асин и Видья Балан претендовали на женскую роль, но продюсеры предпочли болливудскую актрису. Соундария выбрала Катрину Каиф, для которой фильм должен был стать колливудским дебютом, но та отказалась из-за плотного графика и травмы полученной на съёмках item-номера для фильма «Огненный путь». Дипика Падуконе, которую также планировалось задействовать в фильме Rana, приняла предложение в феврале 2012 года.
Также были слухи, что Дипика будет озвучит героиню своим голосом в тамильской версии, но позже было объявлено, что она будет озвучивать только на хинди, поскольку у актрисы недостаточно хорошее произношение.
Вместо Дипики в тамильской версии героиню озвучивала Савита Рэдди, а в хинди-язычной — Мона Гхош Шетти, которая дублировала Дипику ранее в фильме «Когда одной жизни мало».
Актёр Болливуда Джеки Шрофф был приглашён на роль на роль антагониста.

## Саундтрек
Саундтрек был выпущен 9 марта (на тамильском и на телугу) и 13 марта (на хинди) 2014 года, хотя релиз саундтрека неоднократно откладывался из-за задержки производства фильма.
Презентация оригинальной версии саундтрека и телугу прошла в SPI Cinemas в Ченнаи 9 марта 2014 года. Мероприятие началось с религиозного гимна, затем последовал танцевальный трибьют Раджниканту. Также были выпущены трейлеры на хинди и тамильском языке и видеоматериалы о создании фильма. На мероприятии присутствовали создатели и актёры, также были приглашены Шахрух Хан, К. Балачандер С. Шанкар.
Вся музыка написана А. Р. Рахманом.
| №  | Название                           | Исполнители                                | Длительность |
| -- | ---------------------------------- | ------------------------------------------ | ------------ |
| 1. | «Engae Pogudho Vaanam»             | С. П. Баласубраманьям                      | 4:53         |
| 2. | «Medhuvaagathaan»                  | С. П. Баласубраманьям, Садхана Саргам      | 5:09         |
| 3. | «Maattram Ondrudhaan Maaraadhadhu» | Раджникант, Харичаран, Джати, В. Умашанкар | 5:56         |
| 4. | «Manappenin Sathiyam»              | Лата Раджникант                            | 3:58         |
| 5. | «Idhayam»                          | Шринивас, Чинмайи                          | 4:34         |
| 6. | «Engal Kochadaiiyaan»              | Kochadaiiyaan Ensemble                     | 4:06         |
| 7. | «Manamaganin Sathiyam»             | Харичаран                                  | 4:06         |
| 8. | «Rana's Dream» (Instrumental)      | Лондонский филармонический оркестр         | 4:01         |
| 9. | «Karma Veeran»                     | А. Р. Рахман, А. Р. Рейхана                | 6:46         |

Шринивас Рамануджан из The Times of India оценил тамильскую версию саундтрека на 3,5 бала из 5..
| №  | Название                      | Исполнители                           | Длительность |
| -- | ----------------------------- | ------------------------------------- | ------------ |
| 1. | «Choodham Aakasam Antham»     | С. П. Баласубраманьям                 | 4:53         |
| 2. | «Manasaayera»                 | С. П. Баласубраманьям, Садхана Саргам | 5:09         |
| 3. | «Yentho Nijame»               | Хемачандра, Мано                      | 5:56         |
| 4. | «Yedemaina Sakha»             | Лата Раджникант                       | 3:58         |
| 5. | «Hridhayam»                   | Мано, Чинмайи                         | 4:34         |
| 6. | «Vikramasimhudive»            | Vikramasimha Ensemble                 | 4:06         |
| 7. | «Yedemaina Sakhi»             | П. Унникришнанан                      | 3:57         |
| 8. | «Rana's Dream» (Instrumental) | Лондонский филармонический оркестр    | 4:01         |
| 9. | «Karma Veerudu»               | А. Р. Рахман, А. Р. Рейхана           | 6:46         |

| №  | Название                      | Исполнители                        | Длительность |
| -- | ----------------------------- | ---------------------------------- | ------------ |
| 1. | «Aaya Khwaab Ka Mausam»       | Рагхав Матхур                      | 4:52         |
| 2. | «Dil Chaspiya»                | Ариджит Сингх & Джонита Ганди      | 5:09         |
| 3. | «Bol De»                      | Раджникант, Джавед Али             | 6:02         |
| 4. | «Vaada Vaada» (Female)        | Саша Тирупати                      | 3:58         |
| 5. | «Mera Gham»                   | Джавед Али, Шрея Гхошал            | 4:33         |
| 6. | «Thandav»                     | Kochadaiiyaan Ensemble             | 4:03         |
| 7. | «Vaada Vaada» (Male)          | Картик                             | 4:00         |
| 8. | «Rana's Dream» (Instrumental) | Лондонский филармонический оркестр | 4:01         |
| 9. | «Aye Jawaan»                  | А. Р. Рахман, А. Р. Рейхана        | 6:45         |

В отзыве на хинди версию саундтрека Сакхаян Гхош из The Indian Express заметил, что «версия на хинди никогда не сможет сохранить характер оригинала — задуманный на языке, который диктует способ, по которому стихи, музыка и фонетика сходятся вместе. Вы чувствуете, что слова приспособлены к каркасу из музыки… и многое теряется в переводе».
Джогиндер Тутеджа с сайта Rediff.com оценил музыкальный альбом на 3 звезды из 5 и добавил, что «музыка подходит к типу фильма, но не стоит ожидать саундтрека как у „Босс Шиваджи“ или „Робот“, которые стали крупными музыкальными хитами».

## Критика
Фильм получил преимущественно негативные отзывы.
Швета Каушал из газеты Hindustan Times написала, что «хотя первая половина фильма захватывает и держит зрителя на крючке, история теряет свой темп во второй половине, так как повествование замедляется под действием обилия грандиозных сцен, танцев и битв».
Михир Фаднавис в рецензии на сайте Firstpost назвал фильм «катастрофой от начала и до конца», «слишком глупым для взрослых и слишком уродливым для детей», раскритиковав качество анимации.
Раджа Сен на портале Rediff.com дал фильму всего 1 звезду из 5, описав его как «принципиально испорченную поделку, без чего-либо заслуживающего одобрения, кроме великих амбиций».

## Релиз
Мультфильм был дублирован на телугу, хинди, бенгальский, маратхи и панджаби. Также мультфильм стал первым тамильским фильмом, который был дублирован на каннада спустя 50 лет после выпуска дублированной версии картины Mayabazar в 1965 году.
Телугу-язычная версия была показана в 700 кинотеатрах штата Андхра-Прадеш, в Бангалоре показ шёл в трех кинотеатрах. Кассовые сборы в Индии составили 420 миллиона рупий. Коммерческий успех имела только тамильская версия, а хинди и телугу-язычные версии провалились в прокате.